# Collegio di Mid Dorset and North Poole
Mid Dorset and North Poole è un collegio elettorale inglese situato nel Dorset e rappresentato alla camera dei Comuni del parlamento del Regno Unito. Elegge un membro del parlamento con il sistema maggioritario a turno unico; l'attuale parlamentare è Vikki Slade dei Liberal Democratici, che rappresenta il collegio dal 2024.

## Estensione

Mid Dorset and North Poole dal 2010 al 2024

- 1997-2010: i ward del distretto di Purbeck di Bere Regis, Lytchett Matravers, Lytchett Minster, St Martin e Wareham, i ward del distretto di East Dorset di Corfe Mullen Central, Corfe Mullen North e Corfe Mullen South, e i ward del Borough di Poole di Alderney, Broadstone, Canford Heath, Canford Magna e Creekmoor.
- 2010-2024: i ward del distretto di Purbeck di Bere Regis, Lytchett Matravers, Lytchett Minster and Upton East, Lytchett Minster and Upton West, St Martin e Wareham, i ward del distretto di East Dorset di Colehill East, Colehill West, Corfe Mullen Central, Corfe Mullen North, Corfe Mullen South e Wimborne Minster ed i ward del Borough di Poole di Broadstone, Canford Heath East, Canford Heath West e Merley and Bearwood.
- dal 2024: i ward del distretto di Bournemouth, Christchurch and Poole di Bearwood and Merley; Broadstone e Canford Heath e i ward del distretto del Dorset di Colehill and Wimborne Minster East; Corfe Mullen; Lytchett Matravers and Upton; Stour and Allen Vale; Wareham; West Purbeck (distretti elettorali WPU2 e WPU3) e Wimborne Minster.[1]

Il collegio fu creato nel 1997 da parti del collegio di North Dorset, Bournemouth West, South Dorset e Poole.

## Membri del parlamento
| Elezione | Elezione | Deputato           | Partito             |
| -------- | -------- | ------------------ | ------------------- |
|          | 1997     | Christopher Fraser | Conservatore        |
|          | 2001     | Annette Brooke     | Liberal Democratici |
|          | 2015     | Michael Tomlinson  | Conservatore        |
|          | 2024     | Vikki Slade        | Liberal Democratici |

## Elezioni

### Elezioni negli anni 2020
| Partito                    | Partito                                         | Candidato                  | Risultati 4 luglio 2024 | Risultati 4 luglio 2024 |
| Partito                    | Partito                                         | Candidato                  | Voti                    | %                       |
| -------------------------- | ----------------------------------------------- | -------------------------- | ----------------------- | ----------------------- |
|                            | Lib Dem                                         | Vikki Slade                | 21 442                  | 43,30                   |
|                            | Conservatore                                    | Michael Tomlinson          | 20 090                  | 40,57                   |
|                            | Laburista                                       | Candice Johnson-Cole       | 4 566                   | 9,22                    |
|                            | Verdi                                           | Ben Pantling               | 2 355                   | 4,76                    |
|                            | Social Democratico                              | John Dowling               | 1 061                   | 2,14                    |
|                            |                                                 |                            |                         |                         |
| Iscritti                   | Iscritti                                        | Iscritti                   | 72 509                  | 100,00                  |
| ↳ Votanti (% su iscritti)  | ↳ Votanti (% su iscritti)                       | ↳ Votanti (% su iscritti)  | 49 514                  | 68,29                   |
| ↳ Astenuti (% su iscritti) | ↳ Astenuti (% su iscritti)                      | ↳ Astenuti (% su iscritti) | 22 995                  | 31,71                   |
|                            |                                                 |                            |                         |                         |
|                            | Esito: collegio passa da Conservatore a Lib Dem |                            |                         |                         |

### Elezioni negli anni 2010
| Partito                    | Partito                                   | Candidato                  | Risultati 12 dicembre 2019 | Risultati 12 dicembre 2019 |
| Partito                    | Partito                                   | Candidato                  | Voti                       | %                          |
| -------------------------- | ----------------------------------------- | -------------------------- | -------------------------- | -------------------------- |
|                            | Conservatore                              | Michael Tomlinson          | 29 548                     | 60,39                      |
|                            | Lib Dem                                   | Vikki Slade                | 14 650                     | 29,94                      |
|                            | Laburista                                 | Joanne Oldale              | 3 402                      | 6,95                       |
|                            | Verdi                                     | Natalie Carswell           | 1 330                      | 2,72                       |
|                            |                                           |                            |                            |                            |
| Iscritti                   | Iscritti                                  | Iscritti                   | 65 426                     | 100,00                     |
| ↳ Votanti (% su iscritti)  | ↳ Votanti (% su iscritti)                 | ↳ Votanti (% su iscritti)  | 48 930                     | 74,79                      |
| ↳ Astenuti (% su iscritti) | ↳ Astenuti (% su iscritti)                | ↳ Astenuti (% su iscritti) | 16 496                     | 25,21                      |
|                            |                                           |                            |                            |                            |
|                            | Esito: collegio confermato a Conservatore |                            |                            |                            |

| Partito                    | Partito                                   | Candidato                  | Risultati 8 giugno 2017 | Risultati 8 giugno 2017 |
| Partito                    | Partito                                   | Candidato                  | Voti                    | %                       |
| -------------------------- | ----------------------------------------- | -------------------------- | ----------------------- | ----------------------- |
|                            | Conservatore                              | Michael Tomlinson          | 28 585                  | 59,24                   |
|                            | Lib Dem                                   | Vikki Slade                | 13 246                  | 27,45                   |
|                            | Laburista                                 | Steve Brew                 | 6 423                   | 13,31                   |
|                            |                                           |                            |                         |                         |
| Iscritti                   | Iscritti                                  | Iscritti                   | 65 032                  | 100,00                  |
| ↳ Votanti (% su iscritti)  | ↳ Votanti (% su iscritti)                 | ↳ Votanti (% su iscritti)  | 48 254                  | 74,20                   |
| ↳ Astenuti (% su iscritti) | ↳ Astenuti (% su iscritti)                | ↳ Astenuti (% su iscritti) | 16 778                  | 25,80                   |
|                            |                                           |                            |                         |                         |
|                            | Esito: collegio confermato a Conservatore |                            |                         |                         |

| Partito                    | Partito                                         | Candidato                  | Risultati 7 maggio 2015 | Risultati 7 maggio 2015 |
| Partito                    | Partito                                         | Candidato                  | Voti                    | %                       |
| -------------------------- | ----------------------------------------------- | -------------------------- | ----------------------- | ----------------------- |
|                            | Conservatore                                    | Michael Tomlinson          | 23 639                  | 50,84                   |
|                            | Lib Dem                                         | Vikki Slade                | 13 109                  | 28,19                   |
|                            | UKIP                                            | Richard Turner             | 5 663                   | 12,18                   |
|                            | Laburista                                       | Patrick Canavan            | 2 767                   | 5,95                    |
|                            | Verdi                                           | Mark Chivers               | 1 321                   | 2,84                    |
|                            |                                                 |                            |                         |                         |
| Iscritti                   | Iscritti                                        | Iscritti                   | 64 136                  | 100,00                  |
| ↳ Votanti (% su iscritti)  | ↳ Votanti (% su iscritti)                       | ↳ Votanti (% su iscritti)  | 46 499                  | 72,50                   |
| ↳ Astenuti (% su iscritti) | ↳ Astenuti (% su iscritti)                      | ↳ Astenuti (% su iscritti) | 17 637                  | 27,50                   |
|                            |                                                 |                            |                         |                         |
|                            | Esito: collegio passa da Lib Dem a Conservatore |                            |                         |                         |

| Partito                    | Partito                              | Candidato                  | Risultati 6 maggio 2010 | Risultati 6 maggio 2010 |
| Partito                    | Partito                              | Candidato                  | Voti                    | %                       |
| -------------------------- | ------------------------------------ | -------------------------- | ----------------------- | ----------------------- |
|                            | Lib Dem                              | Annette Brooke             | 21 100                  | 45,10                   |
|                            | Conservatore                         | Nick King                  | 20 831                  | 44,52                   |
|                            | Laburista                            | Darren Adrian Brown        | 2 748                   | 5,87                    |
|                            | UKIP                                 | Dave Evans                 | 2 109                   | 4,51                    |
|                            |                                      |                            |                         |                         |
| Iscritti                   | Iscritti                             | Iscritti                   | 72 652                  | 100,00                  |
| ↳ Votanti (% su iscritti)  | ↳ Votanti (% su iscritti)            | ↳ Votanti (% su iscritti)  | 46 788                  | 64,40                   |
| ↳ Astenuti (% su iscritti) | ↳ Astenuti (% su iscritti)           | ↳ Astenuti (% su iscritti) | 25 864                  | 35,60                   |
|                            |                                      |                            |                         |                         |
|                            | Esito: collegio confermato a Lib Dem |                            |                         |                         |

### Elezioni negli anni 2000
| Partito                    | Partito                              | Candidato                  | Risultati 5 maggio 2005 | Risultati 5 maggio 2005 |
| Partito                    | Partito                              | Candidato                  | Voti                    | %                       |
| -------------------------- | ------------------------------------ | -------------------------- | ----------------------- | ----------------------- |
|                            | Lib Dem                              | Annette Brooke             | 22 000                  | 48,72                   |
|                            | Conservatore                         | Simon Alexander Hayes      | 16 518                  | 36,58                   |
|                            | Laburista                            | Philip Murray              | 5 221                   | 11,56                   |
|                            | UKIP                                 | Avril Kathleen King        | 1 420                   | 3,14                    |
|                            |                                      |                            |                         |                         |
| Iscritti                   | Iscritti                             | Iscritti                   | 65 925                  | 100,00                  |
| ↳ Votanti (% su iscritti)  | ↳ Votanti (% su iscritti)            | ↳ Votanti (% su iscritti)  | 45 159                  | 68,50                   |
| ↳ Astenuti (% su iscritti) | ↳ Astenuti (% su iscritti)           | ↳ Astenuti (% su iscritti) | 20 766                  | 31,50                   |
|                            |                                      |                            |                         |                         |
|                            | Esito: collegio confermato a Lib Dem |                            |                         |                         |

| Partito                    | Partito                                         | Candidato                     | Risultati 7 giugno 2001 | Risultati 7 giugno 2001 |
| Partito                    | Partito                                         | Candidato                     | Voti                    | %                       |
| -------------------------- | ----------------------------------------------- | ----------------------------- | ----------------------- | ----------------------- |
|                            | Lib Dem                                         | Annette Brooke                | 18 358                  | 41,99                   |
|                            | Conservatore                                    | Christopher Fraser            | 17 974                  | 41,11                   |
|                            | Laburista                                       | James Sebastian Selby-Bennett | 6 765                   | 15,47                   |
|                            | UKIP                                            | Jeff Mager                    | 621                     | 1,42                    |
|                            |                                                 |                               |                         |                         |
| Iscritti                   | Iscritti                                        | Iscritti                      | 66 643                  | 100,00                  |
| ↳ Votanti (% su iscritti)  | ↳ Votanti (% su iscritti)                       | ↳ Votanti (% su iscritti)     | 43 718                  | 65,60                   |
| ↳ Astenuti (% su iscritti) | ↳ Astenuti (% su iscritti)                      | ↳ Astenuti (% su iscritti)    | 22 925                  | 34,40                   |
|                            |                                                 |                               |                         |                         |
|                            | Esito: collegio passa da Conservatore a Lib Dem |                               |                         |                         |

## Risultati dei referendum

### Referendum sulla permanenza del Regno Unito nell'Unione europea del 2016
|             | Collegio                   | Lasciare UE % | Rimanere in UE % |
| ----------- | -------------------------- | ------------- | ---------------- |
|             | Mid Dorset and North Poole | 57,9%         | 42,1%            |
| Inghilterra | 53,3%                      | 46,7%         |                  |
| Regno Unito | 51,9%                      | 48,1%         |                  |